# Laeva
Laeva è un comune rurale dell'Estonia meridionale, nella contea di Tartumaa. Il centro amministrativo è l'omonima località (in estone küla).

## Località
Oltre al capoluogo, il comune comprende altre 5 località:
Kämara - Kärevere - Siniküla - Väänikvere - Valmaotsa